# 泉州公交101路
泉州公交101路是中华人民共和国泉州市境内的一条公共交通线路，全程8公里。起讫点为万祥汽车站至仙岩路首末站，运营时间为万祥汽车站：7:25-17:15；仙岩路首末站：8:10-18:00

## 历史
- 2014年5月19日，泉州公交发展有限公司（公交集团前身）发布开通101路的预告[2]
- 2014年5月27日，泉州市道路运输管理处批准泉州公交发展有限公司关于新辟101路公交线路的请示
- 2014年6月5日，泉州公交发布开通101路的通知[3][4]
- 2014年6月10日，101路正式开通。初期运营区间为万祥汽车站-仙岩路，初期运营时间为双向6:30-18:30，初期票价为¥1.0/人。初期使用车辆为3部西虎QAC6600NG5型空调LNG小巴[5]
- 2014年7月10日，101路延长仙岩路首末站发出的首末班时间，由6:30-18:30调整为6:45-19:10。而万祥汽车站的首末班时间则不变[6]
- 2019年9月10日，因501路更新车辆需要，101路退下2部QAC6600NG5至501路，配车数降为1部。运营时间调整为万祥汽车站7:25-17:15、仙岩路首末站8:10-18:00。
- 2020年2月1日，受新型冠状病毒肺炎防控要求影响。101路自当日0:00起暂停运行至2月17日。[7]
- 2020年2月18日，101路恢复运营。
- 2021年5月30日，受当日强降雨影响，101路部分途径路段出现积水无法通行。受此影响101路暂停运营1日，次日恢复。[8]
- 2021年9月1日，因原配QAC6600NG5车况不佳。江南公司调配15路1部大金龙XMQ6802AGBEVL2型空调电动巴士至101路用以更换车辆，原配1部QAC6600NG5闲置。
- 2022年1月1日，101路再次启用1部QAC6600NG5，配车数增加至2部。
- 2022年3月16日，因疫情防控要求暂停中心市区范围内所有公交线路运营。101路自当日首班起暂停运营至4月14日。[9]
- 2022年4月15日，101路恢复运营，运营时间调整为万祥汽车站7:25-17:15、仙岩路首末站8:10-18:00。[10]
- 2022年6月20日，101路接手并更换1部自23路划拨而来的大金龙XMQ6802AGBEVL2，原配QAC6600NG5下线退役。
- 2022年12月15日，自该日起101路正式实行定点发车制度，发车时间调整为万祥汽车站7:25、8:35、9:30、10:25、12:10、13:10、14:10、15:10、16:10、17:15；仙岩路首末站8:10、9:00、9:55、10:50、12:35、13:35、14:35、15:35、16:40、18:00发车，其它不变。[11]
- 2023年9月25日，自该日起101路双向增停泰明街口站。[12]

## 站点
| 路线 | 路线 | 路线 | 所在地区、街道 | 所在地区、街道 | 站点名       | 备注                |
| ---- | ---- | ---- | -------------- | -------------- | ------------ | ------------------- |
|      |      |      | 鲤城区         | 乌石路         | 万祥汽车站   | 起讫站              |
|      |      |      | 鲤城区         | 南环路         | 樟崎村口     |                     |
|      |      |      | 鲤城区         | 南环路         | 洋仕村口     | 市中医院东          |
|      |      |      | 鲤城区         | 池峰路         | 古店         |                     |
|      |      |      | 鲤城区         | 池峰路         | 池峰路北段   |                     |
|      |      |      | 鲤城区         | 江南大街       | 古店社区     | 原名 海西汽车汽配城 |
|      |      |      | 鲤城区         | 江南大街       | 斗南路口     |                     |
|      |      |      | 鲤城区         | 泰华路         | 泰明街口     |                     |
|      |      |      | 鲤城区         | 泰明街         | 泰明街东段   |                     |
|      |      |      | 鲤城区         | 泰明街         | 泰明街西段   |                     |
|      |      |      | 鲤城区         | 常泰路         | 常泰路北段   |                     |
|      |      |      | 鲤城区         | 仙岩路         | 仙岩路口     |                     |
|      |      |      | 鲤城区         | 泰新街         | 泰新街       |                     |
|      |      |      | 鲤城区         | 泰康路         | 仙岩路首末站 | 起迄站              |

## 票价
101路计价方式为一票制，票价¥1.0。
- 泉通卡普通卡9折，月票卡乘坐刷1次。敬老卡、爱心卡有效
- 可使用泉城通APP及支付宝、云闪付、微信乘车码支付

## 配车
101路配车数总计1部，其中：
- 大金龙XMQ6802AGBEVL2  1部

- 西虎QAC6600NG5
（2014.6 - 2021.8 / 2022.1 - 2022.6）
- 福达FZ6890UF3G3
（2017.12 - 2018.6）
- 大金龙XMQ6802AGBEVL2
（2021.9 - 2021.12 / 2022.6 - ）

## 相关
- 泉州公交线路列表